# Кирилл (Йончев)
Архиепископ Кирилл (англ. Archbishop Kyrill; в миру Илия Манчов Йончев; 26 февраля 1920, Панагюриште, Болгария — 17 июня 2007, Питтсбург, США) — епископ Православной Церкви в Америке, архиепископ Питтсбургский, Западно-Пенсильванский и Болгарской епархии.

## Биография
Его отец Манчо Йончев изучал медицину и много лет в работал фельдшером в городе, мать Анна Йончева была учительницей. Имел сестру-близеца Офелию и старшего брата Стефана. В 1930 году дети осиротели. Их воспитанием занялась сестра матери Мина. Вопреки серьёзным материальным трудностям Илие удалось закончить гимназию и продолжить образование.
В 1934 году Илия сдал экзамены и со стипендией от Священного Синода поступил духовную семинарию преподобного Иоанна Рыльского в Софии, которую окончил в 1940 году. В течение шестилетнего курса, привлекает внимание своих учителей любовью к познаниям и ревностным соблюдением христианских канонов.
19 января 1941 года пострижен в монашество с наречением имени Кирилл в честь святого равноапостольного Кирилла, на следующий день рукоположен во иеродиакона, а в апреле 1943 года — во пресвитера.
В 1944 году окончил духовную академию святителя Климента Охридского и был назначен преподавателем богословия в духовную семинарию города Пловдива. В тот же год он стал настоятелем Бачковского монастыря, где в годы Второй мировой войны вместе с другими видными светскими и духовными деятелями Болгарии спасал евреев от рук нацистов.
В 1946 году продолжил изучение богословия и философии в Берне (Швейцария).
В 1950 году Кирилл Йончев эмигрировал в США. Здесь он вошёл в состав Болгарской епархии Северной и Южной Америки и Австралии, бывшей до Второй мировой войны в подчинении Болгарской Православной Церкви но, ввиду утверждения коммунистического государства на родине, прервавшей с нею связи. Вскоре стал настоятелем болгарской церкви Святого Георгия в американском Толедо (штат Огайо).
6 декабря 1959 года епископом Андреем (Петковым) был возведён в сан архимандрита.
В 1963 году назначен управляющим Болгарской епархии при престарелом правящем епископе Андрее (Петкове). В том же году епископ Андрей решил вернуться в подчинение Болгарской Церкви и был принят ею. Многие деятели болгарской эмиграции, в том числе бывшие родом из Македонии, не отказались последовать за ним.
25 марта 1963 года духовенство, сплотившееся вокруг архимандрита Кирилла (Йончева) созвали Церковно-народную конференцию. На ней они прерывали административную связь со Священным Синодом в Софии, отказывались признавать духовным главной епископа Андрея, мотивируя своё решение тем, что он нарушил решение собора в Буффало и собственную энциклику 1948 года, где заявлял, что не будет подчиняться приказам, исходящим от коммунистической власти. Архимандрита Йончева деятельно поддержала МПО (Македонская патриотическая организация).
В апреле того же года архимандрит Кирилл и единомысленное ему духовенство были приняты под омофор Русской Православной Церкви за рубежом.
3 июня 1964 года Синод РПЦЗ утвердил прошение епархии о возведении архимандрита Кирилла в епископский сан для окормления новостильных зарубежных болгарских приходов, не подчиняющиеся подневольной Болгарской Церкви.
9 августа 1964 года был хиротонисан во епископа Толедского и Торонтского, став главой Болгарской епархии в изгнании, которую он же сформировал, убедив немало болгарских приходов в Америке принять его управление. Хиротония совершилась в Свято-Троицком монастыре в Джорданвилле, при участии митрополита Филарета (Вознесенского), архиепископов Аверкия (Таушева), Иоанна (Максимовича) и двух других архипастырей Русской Зарубежной Церкви.
Он предпринял ряд реформ в духовной жизни епархии. Первым крупным его начинанием стало составление нового устава, с последующим введением юлианского календарь и добавлением английского языка в богослужение. Под его руководством начался выпуск нескольких православных трудов. «Дядо Кирил» (как нарекла его болгарская диаспора) повёл бескомпромиссную борьбу с коммунистическими атеистами в Софии, с инспирированной светскими коммунистичeскими властями из Белграда Македонской православной церковью, а также с попытками некоторых греческих кругов денационализировать болгарскую общину Америки.
Однако, отношения с РПЦЗ у Йончева не сложились. 27 октября 1976 года, решением Архиерейского Собора РПЦЗ за промедление, или за прямой отказ перевести находящиеся в его ведении приходы на юлианский календарь был исключён из состава иерархии РПЦЗ.
20 декабря 1976 года присоединил свою паству к Православной Церкви в Америке, образовав Болгарскую епархию уже в рамках этой Церкви.
На 25 октября 1977 года ещё именовался епископом Толедским и Болгарской епархии. Однако, в том же месяце был назначен временно управляющим Питтсбургской архиепископией, а в 1978 году избран её правящим архиереем. На этой кафедре пребывал в течение 29 лет вплоть до своей кончины, одновременно оставаясь управляющим Болгарской епархией с центром в городе Толедо.
После падения коммунистического режима в Болгарии епископ Кирилл впервые посетил родину в 1992 году. Между ним и Патриархом Максимом и всей полнотой БПЦ установились братские отношения.
В ноябре 1992 года возведён в сан архиепископа.
Был членом Малого Синода епископов Православной Церкви в Америке и состоял в нескольких церковных комитетах, включая Комиссию по канонизации и Совет по богословскому образованию. Также был попечителем Свято-Владимирской православной богословской семинарии в Крествуде, штат Нью-Йорк.
Скончался 17 июня 2007 после продолжительной болезни в госпитале в Питтсбурге. Первоиерарх Русской Зарубежной Церкви Митрополит Лавр направил Предстоятелю Православной Церкви в Америке митрополиту Герману письмо-соболезнование.
Похороны состоялись 22 июня в Преображенском монастыре в Эллвуд-Сити, штат Пенсильвания. По благословению митрополита Лавра, на отпевании и погребении архиепископа Кирилла, совершенном в Питсбурге, присутствовали священник Серафим Ган и протодиакон Виктор Лохматов.